# Bangladesh University of Engineering and Technology
Bangladesh University of Engineering and Technology (BUET) – główna uczelnia techniczna w Bangladeszu, umiejscowiona w centrum Dhaki, stolicy tego kraju. BUET przyciąga jednych z najlepszych studentów Bangladeszu.
Uczelnia została założona pod koniec XIX wieku z wąską specjalizacją. Później szczodra darowizna od Nabab Ahsanullah, sławnego muzułmańskiego patrona edukacji i członka Dakijskiej rodziny Nababów, pozwoliły jej rozwinąć się w pełni wyposażoną politechnikę. Po podziale w 1947, zmieniono jej nazwę na Ahsanullah Engineering College.
W 1961 nazwano ją East Pakistan University of Engineering and Technology (EPUET). Została zawarta współpraca z Agricultural and Mechanical College w Teksasie i profesorowie stamtąd przyjeżdżali tu uczyć.
Po wojnie niepodległościowej w 1971 Bangladesz uzyskał niepodległość, a EPUET nazwano BUET.

## Wydziały i katedry
- Wydział Architektury i Planowania
  - katedra architektury (Arch)
  - katedra urbanistyki i zagospodarowania przestrzennego (URP)
  - katedra humanistyki (Hum)

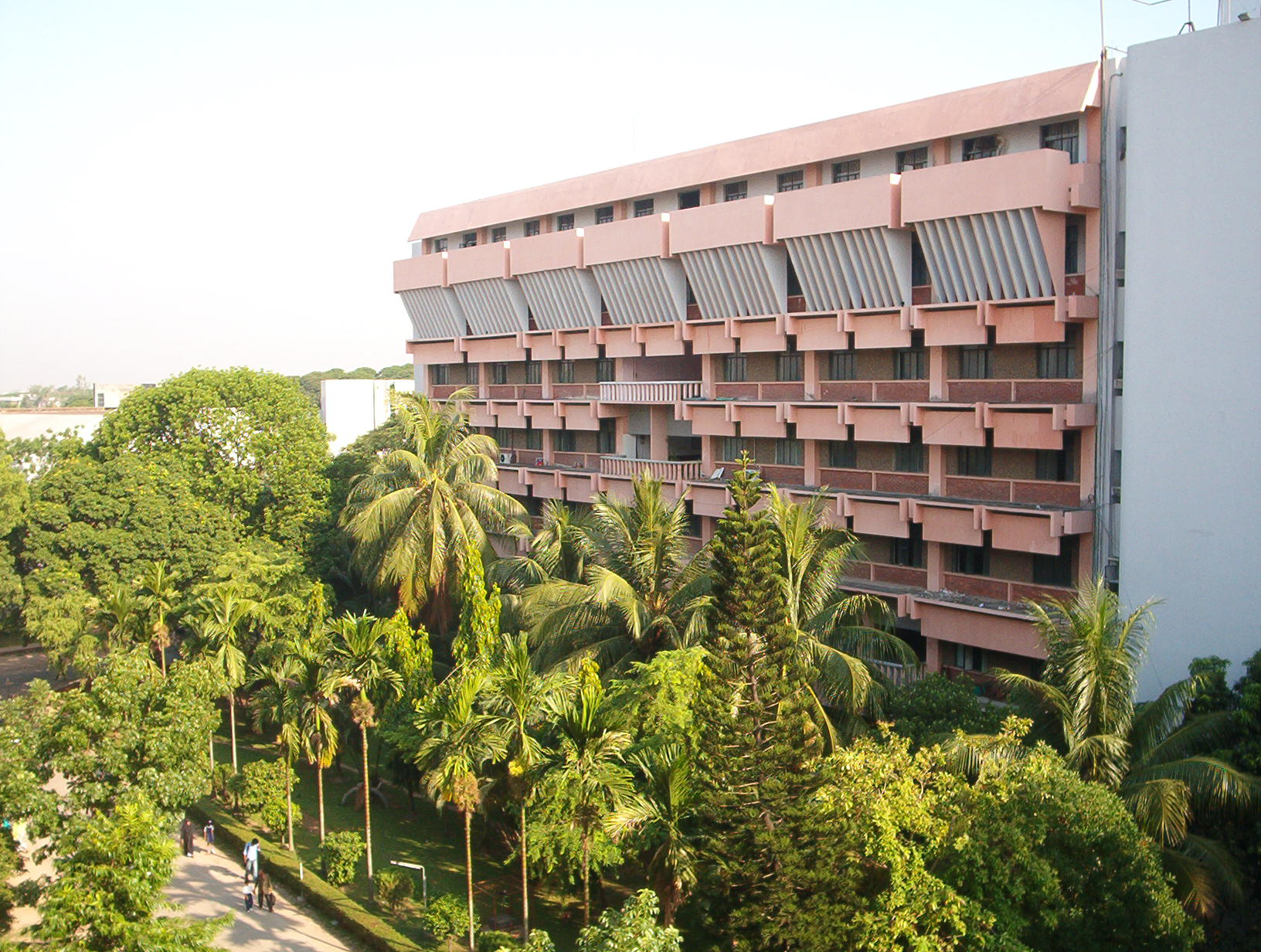
Wydział Budownictwa Lądowego i Wodnego

- Wydział Budownictwa Lądowego i Wodnego
  - katedra inżynierii budownictwa lądowego i wodego (CE)
  - katedra inżynierii zasobów wodnych (WRE)

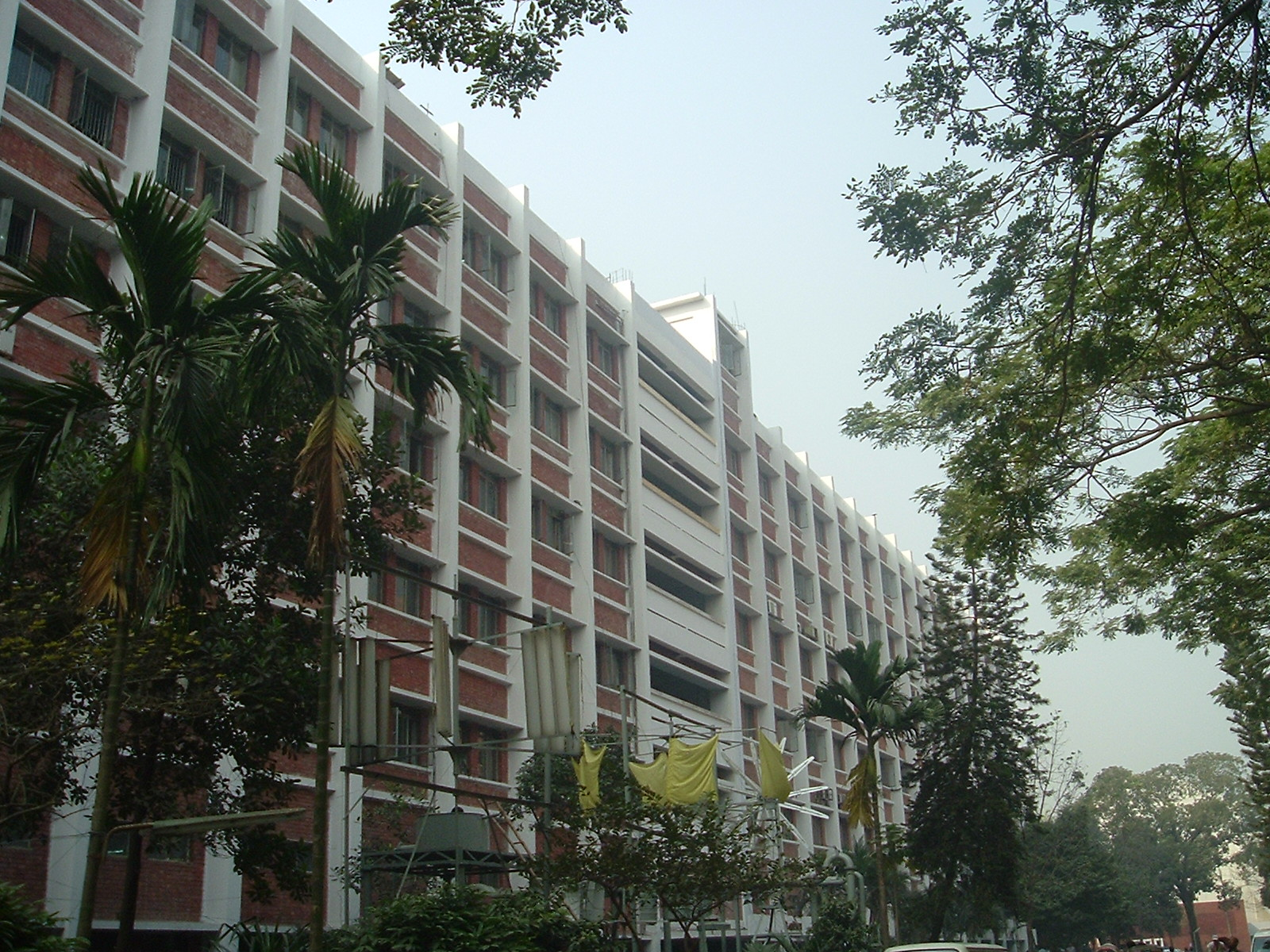
Wydział Inżynierii Elektrycznej i Elektronicznej

- Wydział Inżynierii Elektrycznej i Elektronicznej
  - katedra inżynierii elektrycznej i elektronicznej (EEE)
  - katedra inżynierii informatyki (CSE)
- Wydział Inżynieryjny
  - katedra inżynierii Chemicznej (Ch.E)
  - katedra inżynierii materiałów i metalurgii (MME)
  - katedra Chemii (Chem)
  - katedra Matematyki (Math)
  - katedra Fizyki (Phys)
  - katedra inżynierii Naftowych i zasobów naturalnych (PMRE)
- Wydział inżynierii Mechaniki
  - katedra inżynierii mechaniki (ME)
  - katedra inżynierii architektury wodnej i marynarki (NAME)
  - katedra inżynierii przemysłu i produkcji (IPE)

## Różne
- BUET otrzymuje pozostałości z indyjskiego MiG-a-21, który rozbił się w Dhace w latach 70. XX wieku.
- BUET od 1998 uczestniczy każdego roku w Akademickich mistrzostwach świata w programowaniu zespołowym, zajmując jedenaste miejsce w 2000.